# Hyperbarisk svetsning

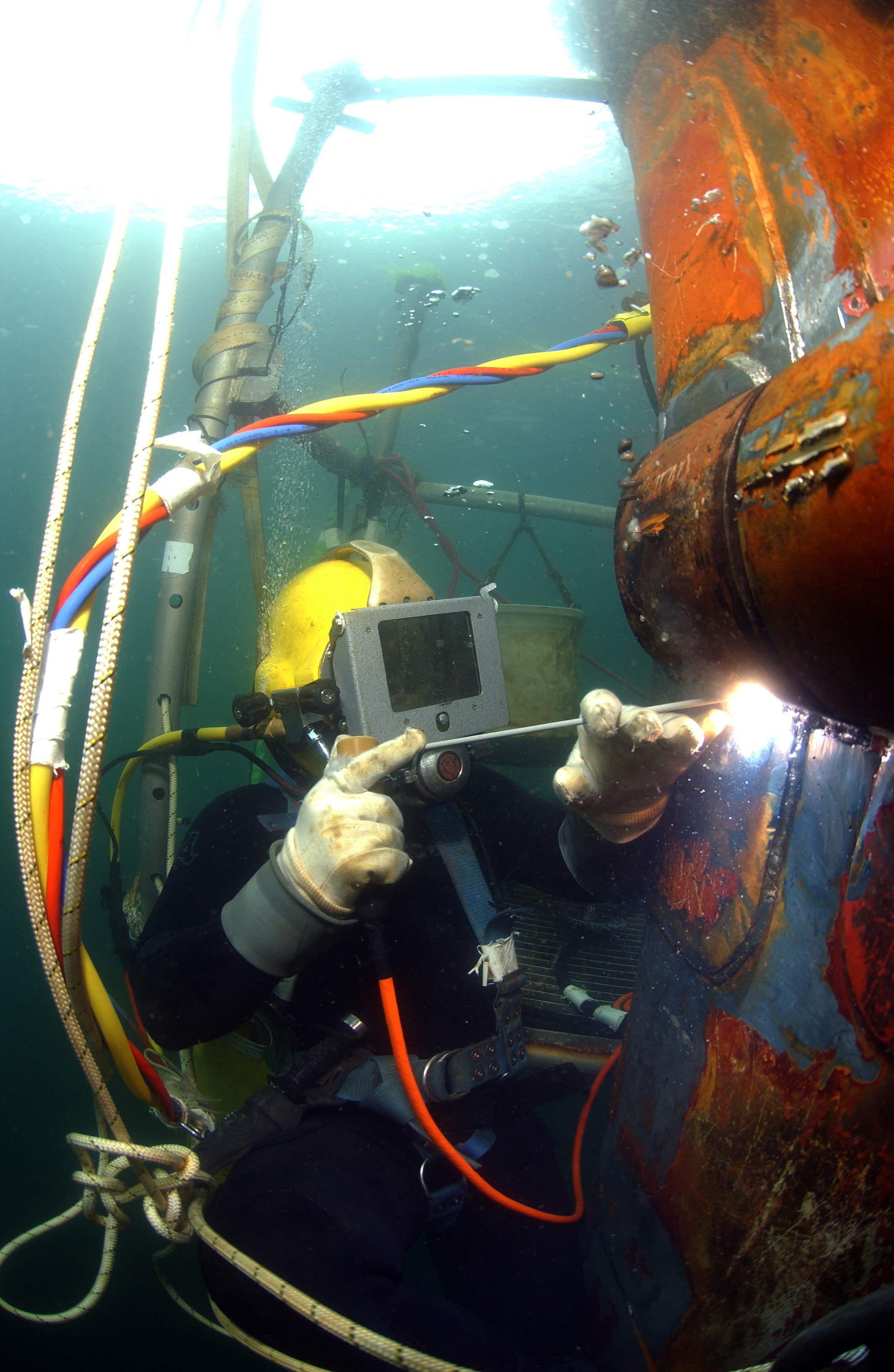
En dykare från USA:s flotta svetsar under vattenytan.

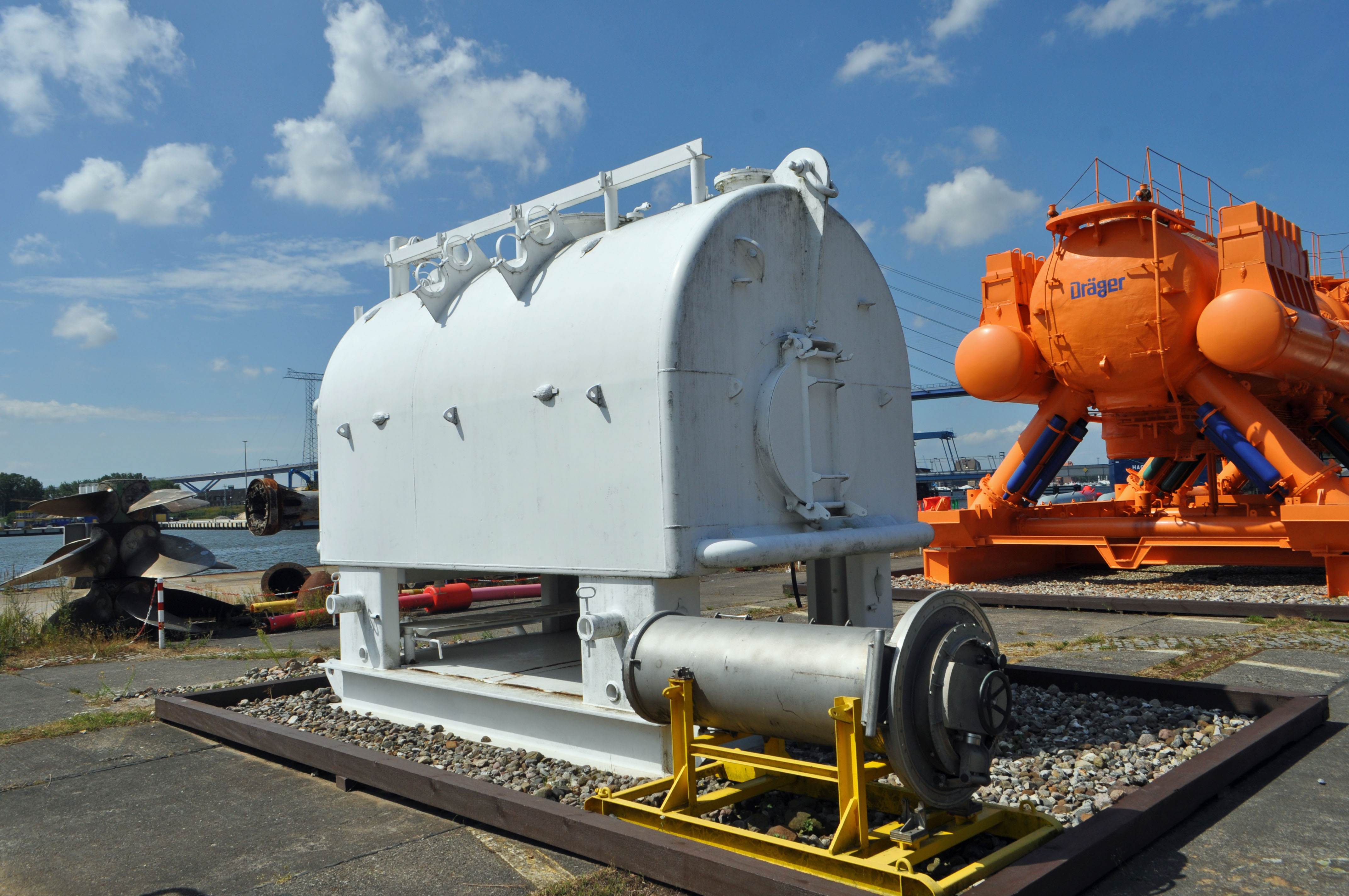
En undervattenskammare som fästs runt ett rör som ska svetsas i en torr miljö.

Hyperbarisk svetsning eller undervattenssvetsning innebär att man svetsar under ett förhöjt omgivningstryck och i en kontrollerad atmosfär.
Den vanligaste formen av hyperbarisk svetsning sker typiskt på rör förlagda under havsytan, och den dominerande tekniken är GTAW, men många andra svetstekniker fungerar och används också.
Hyperbarisk svetsning delas ofta in i två kategorier, svetsning i torr miljö och svetsning i våt miljö.
För att skapa en torr och kontrollerad miljö runt svetsen använder man ett så kallat "Welding Habitat" som installeras över rörändarna.
habitatet tätas mot rörkropparna med hjälp av dörrar, och töms därefter på vatten genom att en gasblandning blåses in i habitatet, och därmed pressar ut vattnet genom den öppna bottnen. Metoden används främst när det krävs ett bra resultat på svetsfogarna, men är tidskrävande och dyrt att installera och lämpar sig inte i alla situationer.
Gasblandningens syreinnehåll bestäms av det aktuella djupet där arbetet skall utföras. Den vanligaste gasblandningen är helium/syre, där partialtrycket för syret bestämmer blandningsförhållandet.Partialtrycket är direkt proportionellt mot blandningen multiplicerat med omgivningstrycket. (Vanligt partialtryck vid svetsning är 35 KPa).
GTAW processen kan antingen utföras av en manuell svetsare, eller genom fjärrstyrd svetsning, där styrningen sker med hjälp av ett dedikerat svetskontroll system +  en operatör som befinner sig på ett fartyg.
Vid fjärrstyrd svetsning används s.k "automatisk svetsning" som är baserad på pre-kvalificerad parametrar, och där operatörens inflytande på processen är väldigt begränsad, eftersom parametrarna för varje pass är fastlagda i form av datafiler som sändes ner till en styrdator i takt med att passen avverkas.
Gemensamt för båda metoderna är att både svetsparametrarna såväl som svetsare/ operatörer är pre-kvalificerade för motsvarande djup (i tryckkammare), med identiskt material som i rören, samt med samma gas blandning som på arbetsdjupet.
Vid undervattenssvetsning i våt miljö används ofta metallbågsvetsning med vattentäta elektroder. FCAW (Flux-cored arc welding) och friktionssvetsning används också, men är begränsade till stål med låg kolhalt, speciellt vid större djup på grund av väteförsprödning.